# رامکال
رامکال با نام اصلی راسکال راکون (あらいぐまラスカル، Araiguma Rasukaru "Rascal the Raccoon"‎) نام یک مجموعه انیمه ژاپنی ۵۲ قسمتی ۲۴ دقیقه‌ای است که از ژانویه تا دسامبر ۱۹۷۷ توسط استودیوی نیپون انیمیشن تولید و از شبکهٔ فوجی تلویژن پخش شد. داستان مجموعه بر اساس کتابی به نام راسکال اثر استرلینگ نورث است.

### خلاصه داستان
روزی پسری به نام استرلینگ به همراه سگش ووزر (Wowser) و دوستش اسکار، به قصد ماهیگیری، راکون کوچکی را در جنگل پیدا می‌کنند؛ مادر آن بچه راکون توسط یک شکارچی کشته می‌شود و بنابراین استرلینگ و اسکار تصمیم می‌گیرند که آن بچه راکون را نگه دارند. استرلینگ آن راکون را رامکال (با نام واقعی راسکال Rascal به معنای تخس و شیطون) می‌نامد. او رامکال را در خانهٔ بزرگ خود و خانواده‌اش نگهداری می‌کند، به او چیزهایی یاد می‌دهد و خیلی دوستش دارد. آن‌ها اتفاقات جالبی نیز تجربه می‌کنند. آن‌ها بیشتر اوقات خود را بر روی درخت بلوطی که در حیاط پشتی خانه است و لانه‌ی رامکال در آن قرار دارد سپری میکنند؛ استرلینگ نورث، مادرش را مدتی پس از مرخص شدن او از بیمارستان، از دست می‌دهد؛ مرگ مادرش ضربهٔ روحی بدی به او وارد می‌کند و موجب تنهایی او می‌شود؛ پدر استرلینگ یک وکیل پرمشغله است که خیلی به ندرت در خانه حضور دارد، اسکار هم اکثر اوقات در حال کمک به پدر خود در کارهای مزرعه می‌باشد و فقط هر از گاهی می‌تواند به دیدن استرلینگ بیاید؛ ولی پس از اینکه آلیس با خانواده‌اش به شهر آن‌ها می‌آید، حال و هوای استرلینگ عوض می‌شود. پدر آلیس، رئیس جدید ایستگاه راه‌آهن بریلزفورد است که به همراه خانواده‌اش برای کار و زندگی از شیکاگو به بریلزفورد آمده‌اند. روزی استرلینگ و اسکار برای ماهیگیری رفته بودند، هنگامی که آن‌ها قصد برگشت را داشتند، صدای فریادهایی را از اعماق جنگل شنیدند و همراه با رامکال و ووزر به سمت صدا رفتند و مادربزرگ آلیس را که به قصد چیدن تمشک، برای پختن مربای تمشک به جنگل آمده بود و در حالی که پایش بین شاخه‌های یک درخت افتاده گیر کرده بود و در هوای ابری در جنگل گم شده بود پیدا کرده و او را نجات دادند؛ مادربزرگ آلیس برخلاف سنش، بسیار شاداب و پر جنب و جوش می‌باشد، همچنین او در آشپزی و پختن مربا استاد است. پس از آن خانوادهٔ آلیس، استرلینگ را به همراه پدرش، رامکال و اسکار به شام دعوت کردند و بدین ترتیب، آلیس تبدیل به دوست جدید استرلینگ و اسکار می‌شود. استرلینگ به همراه پدرش در شهری کوچک به نام بریلزفورد جانکشن (Brailsford Junction) با نام واقعی ادگرتون (Edgerton) در ایالت ویسکانسین زندگی می‌کند. (او در آثار خود، برای ادای احترام به مادربزرگش سارا جِین بریلزفورد، از نام خانوادگی او به عنوان نام شهرشان استفاده کرد.) او به جز رامکال، یک سگ وفادار سنت‌برنارد به نام ووزر (Wowser)، و یک کلاغ سرکش به نام پو (Poe) دارد. همچنین، بعد از رامکال که بهترین دوستش است، بهترین دوستان او، اسکار ساندرلند و آلیس استیونسون می‌باشند. او به ترتیب دو خواهر و یک برادر بزرگتر به نام های تئودورا و جسیکا و هِرشِل دارد؛ استرلینگ کوچکترین فرزند خانوادهٔ نورث است و اغلب به دلیل پرمشغله بودن پدرش، در خانه با حیواناتش تنها است؛ از آنجایی که استرلینگ دلش نمی‌خواهد که پدرش برای انجام کارهای خانه ناچار به استخدام خدمتکار بشود و آن خدمتکار، حیواناتش را محدود کند و به آن‌ها اجازهٔ رفت و آمد در خانه را ندهد، او انجام کارهای خانه و آشپزی را، خودش بر عهده گرفته است. بزرگترین خواهرش تئودورا نلسون نورث، متأهل است و با شوهرش در شهر میلواکی که بزرگترین شهر در ایالت ویسکانسین می‌باشد زندگی می‌کند؛ او گاهی برای کمک به استرلینگ در کارهای خانه، نزد او می‌آید. خواهر دومش جسیکا نلسون نورث، یک دانشجو است که در شهر شیکاگو تحصیل می‌کند و اغلب در خانه حضور ندارد. جسیکا بعدها یک شاعر و نویسنده می‌شود و اکنون آثاری از جمله کتاب کودکانه "کفش غول" و شعر "سه مهمان" از او به جای مانده است. و برادرش هرشل نلسون نورث یک سرباز جنگ جهانی اول است و در طی یک سالی که استرلینگ رامکال را نگه داشت، او فرصتی نیافت که به خانه بیاید و رامکال را ببیند؛ بنابراین در کارتون، اسم و نشانی از برادر استرلینگ برده نشد. استرلینگ نورث در کتابش نوشته است: یادم است وقتی که داشتم راسکال را با قایق، برای رها کردن به جنگل کوشکونونگ می‌بردم، از این موضوع بسیار غمگین بودم که هرشل نتوانست به موقع به خانه برگردد و این حیوان خانگی جذاب را ببیند. غیر از مرگ مادر استرلینگ، همه‌چیز در داستان به خوبی پیش می‌رود تا آنکه یک روز، ذرت شیرین زیر زبان رامکال مزه می‌کند و او شبانه به مزارع ذرت همسایه‌ها یورش می‌برد؛ استرلینگ درک می‌کند که همزیستی انسان با حیوانات وحشی واقعاً دشوار است. پس از آن ماجرا، روزی استرلینگ نامه‌ای از کارل مارتی (پسر دوست پدرش) دریافت می‌کند که او را به همراه آلیس و فلورا به هتل جنگلی‌اش در تری‌لیکس (Three Lakes) دعوت کرده است؛ این مسافرت برای آن‌ها بسیار جالب و سرگرم‌کننده بود و موجب شد که رامکال، ذرت‌های شیرین را فراموش کند و پس از بازگشت، دیگر به مزارع ذرت دست‌برد نزند. پس از آن مسافرت، استرلینگ به قایق کانو علاقه‌مند شد و مشغول ساخت یک قایق کانو در اتاق نشیمن شد. در نسخهٔ دوبله فارسی به این موضوع اشاره نشد که در قسمت ۳۵ فلورا و کارل ازدواج می‌کنند و برای ادامهٔ تحصیل کارل به اروپا می‌روند. داستان زمانی که باد و بوران گله‌ی دام‌ها و مزارع پدر استرلینگ را به کلی تلف می‌کند تلخ‌ می‌شود؛ پس از آن، مشکلاتی برای پدر استرلینگ به وجود می‌آید که موجب ورشکستگی او می‌شود. استرلینگ باید برای زندگی نزد خواهر بزرگش تئودورا برود، او در میلواکی ناچار خواهد بود که رامکال را در قفس نگه دارد؛ او تصمیم می‌گیرد که عوض حبس کردن رامکال در قفس، او را در محیط طبیعی‌اش در جنگل رها کند. در قسمت آخر، استرلینگ با قایق دست‌ساز خود، رامکال را به جنگل کوشکونونگ می‌برد و او را در آنجا رها می‌کند؛ روز بعد او با پدرش و دوستانش اسکار و آلیس خداحافظی می‌کند و با قطار برای زندگی نزد خواهر بزرگش تئودورا به میلواکی می‌رود؛ پدرش نیز همراه با سگشان ووزر، برای کار و زندگی، به تنها ملکی که پس از ورشکستگی برایش باقی مانده بود می‌رود.

## صداپیشگان
در دوبلهٔ فارسی این اثر، هنرمندان زیر شرکت داشته‌اند:
| نقش                                                             | دوبلور            |
| استرلینگ نورث                                                   | نوشابه امیری      |
| آلیس استیونسون (دوست استرلینگ)                                  | زهره شکوفنده      |
| اسکار ساندرلند (دوست استرلینگ)                                  | فریبا شاهین‌مقدم   |
| مادربزرگ آلیس (کلاریسا استیونسون)                               | بدری نوراللهی     |
| مادر استرلینگ (سارا الیزابت نلسون نورث)                         | زنده یاد ژاله علو |
| پدر استرلینگ (ویلارد نورث)                                      | پرویز ربیعی       |
| تئودورا نورث (خواهر بزرگ استرلینگ)                              | مهوش افشاری       |
| مادر اسکار (گِرِتا ساندرلند)                                      | آزیتا لاچینی      |
| پدر اسکار (هِرمَن ساندرلند)                                       | شهروز ملک‌آرایی    |
| اسلِمی استیلمن، پسر تپل و شرور (همکلاسی استرلینگ و اسکار و آلیس) | زهرا آقارضا       |
| آقای گابریِل تورمن (همسایه خودخواه و بداخلاق)                    | علیرضا بدر طالعی  |

نقش‌های دیگر
میر احمد مندوب هاشمی: آقای هوتُن (کشیش)
محمد عبادی: آقای مایک کانوِی (همسایه)
فریبا شاهین‌مقدم: مارتا (دختر کوچک آقای کانوِی)
علیرضا بدر طالعی: کارل مارتی (پسر دوست پدر استرلینگ؛ او در اپیزود ۳۵ با فلورا خواهر آلیس ازدواج میکند.) 
مهوش افشاری: فلورا استیونسون (خواهر آلیس) 
آزیتا یاراحمدی: جسیکا نورث (خواهر دوم و دانشجوی استرلینگ)
آزیتا لاچینی: خانم وارن/ویلن (معلم مدرسه)
محمد عبادی: جِیمز استیونسون (پدر آلیس، رئیس ایستگاه راه‌آهن بریلزفورد)
محمد عبادی: آرتور (شوهر تئودورا)